# Kazimierz Kutz
Kazimierz Julian Kutz (16 de febrer de 1929 - 18 de desembre de 2018) va ser un director de cinema, autor, periodista i polític polonès, un dels representants de l'Escola de cinema polonesa i un adjunt. portaveu del Senat de Polònia.

## Biografia
Kazimierz Kutz va néixer el 16 de febrer de 1929 a Szopienice, des de 1960 al districte de Katowice, fill d'un ferroviari i antic partisà dels Aixecaments de Silèsia. Després de la Segona Guerra Mundial Kutz es va graduar al gymnasium a Mysłowice i el 1949 va ser admès a l'Escola de Cinema de Łódź. Després d'acabar els seus estudis el 1954 va començar a treballar com a ajudant d'Andrzej Wajda.
El seu debut al cinema va ser Krzyż Walecznych (1959). Des d'aleshores va acabar més de 20 llargmetratges, incloses sis sobre la seva regió natal: Silèsia. També és famós per dirigir obres de teatre en algunes de les escenes més destacades de Polònia, com ara el Teatre Nacional Stary a Cracòvia i el Teatre Nacional a Varsòvia, així com diverses obres de teatre per a la televisió polonesa. El 1972 va fundar la Companyia de Cinema de Silèsia a Katowice i, fins al 1978, va ser-ne el director artístic.
A la dècada de 1970 es va convertir en el director principal de la filial de la Telewizja Polska a Katowice. També treballava per a diverses branques i organitzacions culturals. Després que la Llei marcial s'hagués imposat a Polònia el 1981, Kutz va ser internat per les autoritats comunistes, però va ser alliberat poc després. Entre 1981 i 1983, va impartir classes a la Facultat de Ràdio i Televisió de la Universitat de Silèsia a Katowice, i, entre 1985 i 1991, va ensenyar direcció a l'Escola Superior de Teatre a Cracòvia. Des de 1987, va ser director principal del Centre de Televisió Polonesa de Katowice i, entre 1990 i 1991, va dirigir el Centre. Després de la transició pacífica a la democràcia el 1989, Kutz es va convertir en el cap de la filial de la televisió polonesa a Cracòvia (fins al 1991).
Per la seva implicació en els afers de Silèsia, i per les seves pel·lícules que descriuen les tradicions i els problemes d'aquesta part de Polònia, va ser considerat per alguns el portaveu de tots els silesians. En un plebiscit organitzat pel diari Gazeta Wyborcza va ser escollit el tercer silesià més famós i el primer entre la gent que vivia en aquell moment. El 1997 va ser guardonat amb el títol de doctor honoris causa per la Universitat d'Opole. Va ser promotor i mecenes de diverses festes i societats culturals basades a Silesia, com ara el Festiwal Filmów Kultowych, Festiwal Sztuki Reżyserskiej, Congrés Cultural de l'Alta Silèsia, Consell de Cultura del Voivodat de Silèsia, Acadèmia de Belles Arts de Katowice () i Comitè per a la construcció del Museu de Silèsia. També va ser un dels partidaris del desenvolupament de la silesià.
La seva pel·lícula de 1995 Zawrócony es va presentar al 19è Festival Internacional de Cinema de Moscou.
El 1997 Kutz va participar en les eleccions al Senat de Polònia (a la llista del partit Unió de la Llibertat, circumscripció electoral de Katowice) i va rebre el suport d'aproximadament 500.000 silesians. El 2001 va ser elegit per al seu segon mandat com a candidat apartidista, i el 2005 va ser reelegit per al tercer mandat. Recentment, va ser el vicepresident del Senat de Polònia. Per la seva implicació social va ser guardonat amb molts dels més alts premis polonesos.
Kazimierz Kutz estava casat amb Iwona i va tenir dos fills (Gabriel i Tymoteusz) i dues filles (Wiktoria i Kamila).

## Filmografia
- 1958 - Krzyż walecznych
- 1960 - Nikt nie woła
- 1961 - Tarpany
- 1961 - Ludzie z pociągu
- 1963 - Milczenie
- 1964 - Upał
- 1966 - Ktokolwiek wie...
- 1967 - Skok
- 1969 - Sól ziemi czarnej
- 1971 - Perła w koronie
- 1974 - Linia
- 1975 - Znikąd donikąd
- 1979 - Paciorki jednego różańca
- 1983 - Na straży swej stać będę
- 1986 - Wkrótce nadejdą bracia
- 1993 - Straszny sen Dzidziusia Górkiewicza
- 1994 - Zawrócony
- 1994 - Śmierć jak kromka chleba
- 1995 - Pułkownik Kwiatkowski
- 1997 - Sława i chwała
- 2004 - Stare srebra